# Rhodamnia hylandii
Rhodamnia hylandii är en myrtenväxtart som beskrevs av Neil Snow. Rhodamnia hylandii ingår i släktet Rhodamnia och familjen myrtenväxter. Inga underarter finns listade i Catalogue of Life.